# Simon Sechter
Simon Sechter (11. října 1788, Frymburk – 10. září 1867, Vídeň) byl rakouský hudební teoretik, hudební pedagog, varhaník, dirigent a skladatel.

## Život
Narodil se ve Frymburku v rodině bednáře Jakoba Sechtera. Kmotrem a učitelem mu byl frymburský regenschori, hudebník Jan Nepomuk Vojtěch Maxant, který byl jedním z žáků cítolibské skladatelské školy.
Začal komponovat již jako třináctiletý.Ve svých šestnácti letech v roce 1804 přišel do Vídně, kde ze začátku dělal domácího učitele, později studoval u Antonia Salieriho. Od roku 1810 vyučoval hru na klavír a zpěv na škole pro nevidomé. V roce 1824 převzal místo dvorního varhaníka po Janu Václavu Hugu Voříškovi. Roku 1828 vyučoval již smrtelně nemocného Franze Schuberta kontrapunktu. Roku 1851 byl Sechter jmenován profesorem skladby na Konzervatoři společnosti přátel hudby, kde jej jeho někdejší žák, Anton Bruckner, následoval v používání Sechterových učebních metod. Jelikož ve svých pozdějších letech vydával Sechter větší sumu peněz, než vydělal, zemřel v 78 letech v bídě. Je pochován na Vídeňském ústředním hřbitově (skupina 0, řada 1, číslo 23) v čestném hrobě. Roku 1894 po něm byla pojmenována ulice Sechtergasse ve vídeňské čtvrti Meidling.

## Význam
Sechterovo třísvazkové pojednání o kompozičních principech, Die Grundsätze der musikalischen Komposition (Základy hudební skladby), z let 1853 až 1854 je dílo, které mělo velký dopad na mnoho pozdějších teoretiků. Sechterovy úvahy vycházejí z teorie o generálbasu (stupňová teorie) Jean-Philippa Rameaua, zcela diatonické, i když je vedení celochromatické. Sechter propagoval čisté ladění oproti temperovanému ladění.
Sechter měl poněkud svérázné učební metody. Například Antonu Brucknerovi zakázal psát varhanní skladby po dobu, kdy u něho studoval kontrapunkt. Skladatel a vyznavač Brucknera Robert Simpson tvrdil, že „Sechter nevědomky vyzdvihl Brucknerovu originalitu, tím, že ji potlačoval, dokud to jen šlo“. Sechter učil Brucknera v letech 1855 až 1861 formou dopisů a pokládal jej za svého nejlepšího studenta. Při Brucknerově ukončení studia Sechter napsal jemu věnovanou fugu.
Sechter byl také skladatel. Víme, že napsal přes 8000 skladeb, z toho v letech 1850 až 1857 na 6000 fug, což znamená jednu denně. Constantin von Wurzbach o Sechterově odkazu píše: „Außerdem liegen aber noch an 30 Bände Clavier-, Orgel-, und Gesangsmusik vor, nebst sechs Opern, unter denen auch Grillparzer’s ‚Melusine‘. – Die Compositionen reichen zurück bis in’s Jahr 1810 und 1811; diese frühesten sind gemüthliche ‚Deutsche‘. Ein Band aus den Jahren 1818 und 1819 enthält eine Sammlung ‚deutscher Volksmelodien‘, die Sechter mir großer Vorliebe contrapunctisch bearbeitete. Das Jahr 1833 liefert ein eigenthümliches Werk, ein Beispiel von zäher Ausdauer, dabei aber auch von staunenswerthen Kenntnissen. Die Aufgabe war: 104 Variationen über ein Originalthema von 104 Tacten. Diese Selbstgeißelung mußte dem Manne denn doch am Ende selbst peinlich geworden sein, denn die letzte Variation am 27. October schließt mit dem Ausrufe: ‚Gott sei Dank!‘“ („Mimo to však existuje ještě na 30 svazků klavírních, varhanních, a pěveckých skladeb, k tomu šest oper, mezi nimi též Grillparzerova ‚Meluzína‘. – Skladby sahají zpátky do let 1810 a 1811. Tyto prvotiny jsou hezky ‚německé‘. Jeden svazek z let 1818 a 1819 obsahuje sbírku ‚německých lidových melodií‘, jež Sechter s velkou chutí kontrapuncticky zpracoval. Rok 1833 přinesl charakteristickou práci, příklad vytrvalé píle, přitom ale také obrovským umem. Zadání bylo: 104 variací na dané téma o 104 taktech. Veliké sebezapření se tomuto muži přecejen muselo na konci stát samotnému nepříjemným, neboť poslední variaci z 27. října uzavírá zvoláním: ‚Bohu dík!‘“)
Sechter rovněž komponoval mše a oratoria, nicméně v tiskem vyšly jen jeho varhanní a klavírní kusy a dva smyčcové kvartety (např. Die vier Temperamente / Čtyři temperamenty, opus 6), celkem 91 děl.

## Žáci
Mezi jeho žáky patřili mimo níže jmenovaných: knížata Georg a Constantin Czartoryski, Fedrigotti, Theodor Döhler, Karl Ferdinand Pohl, Otto Bach, Derffl, Carl Filtsch, Hoven, Selmar Bagge, Leopold Bibl, Julius Benoni, Eugenio Galli a Franz Grillparzer.
- Ján Levoslav Bella (1843–1936), slovenský teolog a skladatel
- Rudolf Bibl (1832–1902), varhaník a skladatel
- Anton Bruckner (1824–1896), skladatel a varhaník
- Julius Egghard (1834–1867), klavírista a skladatel
- Adolf Henselt (1814–1889), klavírista, skladatel a klavírní pedagog
- Béla Kéler (1820-1882), skladatel, dirigent a houslista
- Theodor Kullak (1818–1882), klavírista, skladatel a učitel hudby
- Franz Lachner (1803–1890), skladatel a dirigent
- Teodor Leszetycki (1830–1915), klavírista, skladatel a hudební pedagog
- Eduard Marxsen (1806–1887), skladatel a hudební pedagog (u Johanese Brahmse studoval klavír a kontrapunkt)
- Josef Netzer (1818–1864), tyrolský hudebník a skladatel
- Martin Gustav Nottebohm (1817–1882)
- Ernst Pauer (1818–1882)
- Gottfried von Preyer (1807–1901), skladatel a varhaník
- Johann Rufinatscha (1812–1893), skladatel a hudební pedagog, nejvýznamnější symfonik Rakouska v době po Schubertovi a před Brucknerem
- Franz Schubert (1797–1828), skladatel
- Julius Sulzer (1834–1891), skladatel a klavírista
- Sigismund Thalberg (1812–1871), klavírista a skladatel
- Carl Umlauf (1824–1902), citerista a skladatel
- Henri Vieuxtemps (1820–1881), houslista a skladatel
- Carl Zeller (1842–1898), skladatel operet